# Desloratadina
Desloratadina (nome comercial Clarinex nos EUA, Aerius na Europa e Aviant no Brasil) é um anti-histamínico H1 tricíclico que é usado para tratar alergias. É um metabólito ativo da loratadina.

## Usos médicos
Desloratadina é usada para tratar rinite alérgica e congestão nasal. É o principal metabólito da loratadina e as duas drogas são similares em segurança e efetividade. Desloratadina é disponível em muitas formas de dosagem e sob muitos nomes comerciais em todo o mundo.
Uma indicação emergente para desloratadina está no tratamento da acne, como um adjuvante barato para a isotretinoína e possivelmente como terapia de manutenção ou monoterapia.

## Efeitos colaterais
Os efeitos colaterais mais comuns são fadiga, boca seca e cefaleia.

## Farmacologia

### Farmacocinética
A desloratadina é bem absorvida pelo intestino e atinge pique de concentração plasmática após aproximadamente três horas, e, uma vez na corrente sanguínea, cerca de 83 à 87% da substância se liga à proteínas plasmáticas. Não atravessa a barreira hematoencefálica, portanto possui apenas atividade periférica e não chega ao sistema nervoso central.
Em condições normais, a metabolização da desloratadina para 3-hidroxidesloratadina ocorre em uma sequência de três etapas e é excretada pelas fezes e urina após cerca de 27 horas..